# Аппалачі

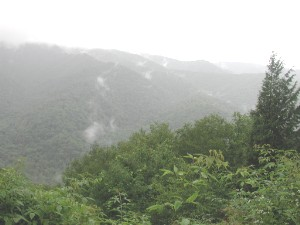
Дощ в горах Аппалачах

Аппа́лачі (англ. Appalachian Mountains МФА: [ˌæpəˈleɪʃǝn] ( прослухати)) — гірська система на сході Північної Америки, в США і Канаді. Це старі вивітрілі гори у вигляді декількох поздовжніх паралельних хребтів середньою висотою 1 000—1 300 м. Окремі вершини мають понад 2000 м — найвища точка, гора Мітчелл (2 037 м). Довжина масиву 3 300 км, ширина 300—560 км.

## Орографія
Гудзоно-Мохокська долина ділить Аппалачі на Північні та Південні.

### Північні Аппалачі
Північні Аппалачі — це хвилясте плоскогір'я на північ від річок Мохок і Гудзон, висотою 400—600 м, над яким підносяться окремі масиви та хребти — Адірондак (1 628 м), Зелені гори (1 338 м), Білі гори (1 916 м) та ін. Підвищення з пологими вершинами та схилами, складені переважно метаморфічними кристалічними породами, згладжені та сильно розчленовані долинами. Масиви розділені долинами тектонічного походження, перетворені древнім льодовиком на троги. Виокремлюються Камберлендські гори, далі на схід — Аллеганські гори, часто назва Аллегани поширюється на всю систему Аппалачів.

### Південні Аппалачі
Південні Аппалачі складаються з паралельних хребтів і масивів, розділених широкими долинами. В осьовій зоні розташований Блакитний хребет (де розташована найвища точка Аппалачів — гора Мітчелл) та численні короткі паралельні хребти та масиви, які розділені широкими ерозійними долинами (Велика Долина та ін.) і котловинами. На сході до осьової зони примикає передгірське плато Підмонт, на заході — Аппалачівське плато.

## Орогенез
Сучасні Аппалачі складаються з напластування порід різного походження: морські осадові породи, вулканічні породи та рештки порід стародавньої океанічної кори, що переконливо свідчить про те, що ці породи були деформовані під час колізії континентів. Утворення хребтів Аппалачі відбулося близько 480 млн років тому під час першого з кількох орогенезів колізії континентів, що призвели до утворення суперконтиненту Пангея з горами Аппалачами недалеко від центру. Оскільки Північна Америка та Африка були з'єднані, Аппалачі утворювали єдине гірське пасмо з Малим Атласом (Марокко) та Каледонськими горами (Шотландія) — див. Каледонський орогенез.
У середині ордовіка (близько 496-440 млн років тому) зміна руху тектонічних плит спричинила перший орогенез палеозою (Таконицький орогенез) у Північній Америці. Колись тиха пасивна окраїна перетворилася на активну конвергентну границю тектонічної плити, коли океанічна плита океану Япет зазнала субдукцію під Північноамериканський кратон. З утворенням цієї нової зони субдукції відбулося зародження гір Аппалачів. Водночас із підняттям гір відбувалась ерозія, що призводила до їхнього руйнування. Крім Таконицького орогенезу, відбулася ще низка орогенезів на терені сучасних Аппалачів через колізію Північної Америки й Африки (див. Аллеганський орогенез)
До кінця мезозою Аппалачі внаслідок ерозії перетворилися в майже плоску рівнину. Проте неотектонічне підняття омолоджених палеозойських складчастих структур у кайнозої спричинило утворення сучасних гір Аппалачі.

### Родовища
Північні та південно-східні частини Аппалачів складені кристалічними породами, західні та південно-західні — переважно осадовими (пісковиками, доломітами, вапняками).
Гори багаті на корисні копалини. Відомі родовища кам'яного вугілля (Аппалачівський кам'яновугільний басейн), нафти, газу, залізних руд, титану та азбесту, цинку, олова, бокситів, марганцю та ін.

## Клімат
Клімат Аппалач на півночі помірно холодний. Атмосферних опадів випадає понад 1 000 мм, пересічна температура січня — 6 °C, — 8 °C, липня + 16 °C, +18 °C. На півдні клімат помірно теплий, температура січня до +2 °C, липня +25 °C.

## Гідрологія
Аппалачі багаті на гідроенергетичні ресурси через значний перепад висот, вузькі долини й достатню кількість опадів. Головні річки:
- Ґудзон
- Коннектикут
- Теннесі

### Водоспади
- Водоспад Кребтрі
- Водоспад Фолкрік
- Водоспад Томс-Крік
- Водоспад Джордж
- Водоспад Сідер Крік
- Водоспад Лорел
- Водоспад Редфорк
- Водоспад Сілбренч
- Водоспад Прінсесс

## Природа
Ґрунти переважно підзолисті та буроземні. Рослинність — хвойні, мішані та широколистяні ліси.